# Joe Hisaishi
Mamoru Fujisawa (藤澤 守, Fujisawa Mamoru), dit Joe Hisaishi (久石 譲, Hisaishi Jō), est un compositeur, chef d'orchestre, pianiste et parolier japonais né le 6 décembre 1950 à Nakano dans la préfecture de Nagano. Il est notamment connu pour avoir composé la musique de la plupart des films de Hayao Miyazaki et de Takeshi Kitano.
Son nom de scène a été choisi en hommage au trompettiste de jazz et compositeur américain Quincy Jones. En effet, Quincy se transcrit en japonais « クインシー (Kuinshī) », et le kanji « 久 » utilisé pour écrire « Hisa » dans « Hisaishi » peut également se prononcer « Ku » en lecture on. Ainsi, « 久石 譲 (Hisaishi Jō) » pourrait être alternativement transcrit « Kuishi Jō » (≈ Quicy Joe),.

## Biographie
Mamoru Fujisawa découvre l'univers de la musique dès 4 ans, où il se lance dans l'apprentissage du violon. Il se spécialise dans la composition musicale pour ses études et adopte en 1970 le pseudonyme de Joe Hisaishi.
Il entre en 1969 au Kunitachi College of Music et se met à composer dès 1974 des musiques et génériques de dessins animés (Giatrus (en), Juliette, je t'aime, L'Académie des ninjas, À plein gaz, etc.), et par la suite de nombreux dramas, documentaires et publicités, ainsi que quelques albums funk.
Outre son métier de compositeur, Joe Hisaishi est pianiste, arrangeur, chef d'orchestre, mais également écrivain (il a écrit trois livres, dont deux romans) et réalisateur (en 2001 avec son premier film, Quartet, dont il signe également le scénario et la musique). Il forme le groupe MKWAJU en 1979 avec Midori Takada, Yoji Sadanari, Junko Arase et Hideki Matsutake. Ceux-ci créent un premier album en 1981. Par la suite, Hisaishi quitte le groupe pour commencer un opus seul, Information.
C'est en 1984 qu'il connaît son premier grand succès en créant la musique de Nausicaä de la Vallée du Vent de Hayao Miyazaki. Dès lors, leur collaboration sera régulière : Le Château dans le ciel (1986), Mon voisin Totoro (1988), Kiki la petite sorcière (1989), Porco Rosso (1992), Princesse Mononoké (1997), Le Voyage de Chihiro (2001), Le Château ambulant (2004), Ponyo sur la falaise (2008) et Le vent se lève (2013). Il faut attendre 2013 pour qu'il collabore avec un autre réalisateur du studio Ghibli, Isao Takahata (sur Le Conte de la princesse Kaguya). De nombreuses rumeurs lui attribuent cependant une partie ou l'intégralité des compositions de films comme Le Tombeau des lucioles[réf. nécessaire].
En 1991, les producteurs de Takeshi Kitano lui demandent de créer la musique du film A Scene at the Sea. Par la suite, Kitano fait régulièrement appel à lui pour composer la musique de ses films, avec Sonatine (1993), Getting Any? (1995), Kids Return (1996), Hana-Bi (1997), L'Été de Kikujiro (1999) — pour lequel il écrit notamment le titre Summer —, Brother (2000) et enfin Dolls (2002), leur dernière collaboration à ce jour. L'album Joe Hisaishi Meets Kitano Films compile plusieurs des morceaux nés de cette collaboration fructueuse.
En 2001, Joe Hisaishi signe sa première composition hors Japon : c'est en France qu'il met en musique un film d'Olivier Dahan, Le Petit Poucet.
En 2004, il signe une nouvelle partition pour le classique du cinéma muet Le Mécano de la « General » de Buster Keaton, qui donne lieu la même année à un ciné-concert lors de la clôture du Festival de Cannes. L'année suivante, il est appelé pour composer la bande originale d'un film hongkongais (La Technique du chinois) et coréen (Welcome to Dongmakgol).
En 2008, Joe Hisaishi est un des invités d'honneur du Festival du film asiatique de Deauville.
En tant que chef d'orchestre, il dirige régulièrement le World Dream Orchestra (composé d'instrumentistes du Nouvel orchestre philharmonique du Japon) dont il fut le premier directeur musical. En dehors de ses propres compositions, la programmation des concerts et enregistrements comporte des morceaux issus du catalogue classique ou contemporain, notamment de la musique de films européens (France, Italie) et américains (John Williams, Jerry Goldsmith etc.). Le 23 juin 2011, il se déplace en France pour donner un concert caritatif au Zénith de Paris en faveur des sinistrés du tsunami ayant frappé le Japon en mars de la même année.
En février 2019, il se produit en concert à la Philharmonie de Paris et à l'amphithéâtre à Lyon.
Sa carrière solo n'est pas en reste, avec de nombreux albums symphoniques et des compositions pour piano (Études, Piano stories, Shoot the violist, Encore, Vermeer & Escher).
Par ailleurs, il compose également la bande originale des Enfants de la mer, adaptation du manga Les Enfants de la mer, qui sort le 10 juillet 2019 en France.

## Discographie

### Albums solo
- 1985 : Alpha-Bet City
- 1985 : Tenji no Tabun no 241 (édition spéciale pour la région japonaise et coréenne)
- 1985 : Honoo no alpen rose jeudi & lundi (Julie & Stephane)
- 1986 : Curved Music
- 1988 : Illusion
- 1988 : Piano Stories
- 1989 : Pretender
- 1989 : Jintai I
- 1991 : I Am
- 1992 : Tengai makyô 2 : manjimaru
- 1992 : My Lost City
- 1993 : Jintai II
- 1994 : Chijo no takuen
- 1995 : Melody Boulevard
- 1996 : Piano Stories II
- 1997 : Jintai III
- 1998 : Hope, Nagano Paralympic Tribute (composé pour les Jeux paralympiques d'hiver de 1998)
- 1998 : Piano Stories III
- 1998 : Works I
- 1999 : Works II
- 2000 : Shoot the violist
- 2002 : Encore
- 2002 : The Tokyo Concert, ou Super Orchestra Night 2001 (album live)
- 2003 : Curved Music II
- 2003 : Étude - a Wish to the Moon
- 2005 : Works III
- 2005 : Piano Stories IV : Freedom
- 2007 : Thousand Year Love Song (TVXQ's song)
- 2012 : Vermeer & Escher

### Bandes originales
Cette section ne concerne que les albums sortis dans le commerce. Elle ne reflète pas l'ensemble des compositions de Joe Hisaishi pour le cinéma et la télévision (voir filmographie). Les liens concernent les albums eux-mêmes et l'année fait référence à leur date d'édition (qui peut être différente de la sortie du film en question). Certains albums ont été édités dans plusieurs versions aux contenus différents.
- 1984 : Nausicaä de la Vallée du Vent
- 1986 : Le Château dans le ciel
- 1986 : Arion
- 1988 : Mon voisin Totoro
- 1992 : Porco Rosso
- 1992 : A Scene at the Sea
- 1993 : Sonatine, mélodie mortelle
- 1996 : Princesse Mononoké
- 1996 : Kids Return
- 1998 : Hana-bi
- 1999 : L'Été de Kikujiro
- 2001 : Le Voyage de Chihiro
- 2001 : Aniki, mon frère
- 2001 : Le Petit Poucet
- 2002 : Dolls
- 2004 : Le Mécano de la « General »
- 2004 : Le Château ambulant
- 2008 : Ponyo sur la falaise
- 2008 : Departures
- 2013 : Le vent se lève
- 2013 : Le Conte de la princesse Kaguya
- 2013 : Ni no kuni : La Vengeance de la sorcière céleste
- 2018 : Ni no kuni II : L'Avènement d'un nouveau royaume
- 2019 : Les Enfants de la mer
- 2023 : Le Garçon et le Héron

### Compilations
- 2001 : Joe Hisaishi Meets Kitano Films

## Filmographie (comme compositeur)

### Longs métrages
- 1982 : Le Magicien d'Oz (Ozu no mahōtsukai) de Fumihiko Takayama
- 1982 : Techno Police 21C (Tekuno porisu 21C) de Masashi Matsumoto
- 1984 : Nausicaä de la Vallée du Vent (Kaze no Tani no Naushika) de Hayao Miyazaki
- 1984 : W no higeki (Wの悲劇?) de Shin'ichirō Sawai
- 1984 : Birth (Bâsu) de Shinya Sadamitsu
- 1985 : Genesis Climber Mospeada: Love Live Alive (vidéo) de Katsuhisa Yamada
- 1985 : Sōshun monogatari (早春物語?) de Shin'ichirō Sawai
- 1985 : Haru no kane de Koreyoshi Kurahara
- 1985 : Green Requiem (Guriin rekuiemu) d'Akiyoshi Imazeki (d'après Motoko Arai)
- 1986 : Atami satsujin jiken de Kazuo Takahashi
- 1986 : Le Château dans le ciel (Tenkû no shiro Rapyuta) de Hayao Miyazaki
- 1986 : Maison Ikkoku (Mezon Ikkoku) de Shin'ichirō Sawai
- 1986 : Arion de Mamoru Hamatsu
- 1987 : Koibitotachino jikoku de Shin'ichirō Sawai
- 1987 : Hyôryu kyôshitsu de Nobuhiko Obayashi
- 1987 : Robotto kânibaru (vidéo)
- 1987 : Kono aino monogatari de Toshio Masuda
- 1987 : Don Matsugorô no daibôken de Shuji Goto
- 1988 : Mon voisin Totoro (Tonari no totoro) de Hayao Miyazaki
- 1988 : Yakuza tosei no sutekina menmen d'Akiyoshi Kimata
- 1988 : Guriin rekuiemu d'Akiyoshi Imazeki
- 1989 : Vénus Wars (Vinasu senki) de Yoshikazu Yasuhiko
- 1989 : Kiki la petite sorcière (Majo no takkyubin) de Hayao Miyazaki
- 1989 : Tsuribaka nisshi 2 de Tomio Kuriyama
- 1990 : Peesuke: Gatapishi monogatari de Shuji Goto
- 1990 : Tasumania monogatari de Yasuo Furuhata
- 1990 : Kanbakku de Guts Ishimatsu
- 1991 : Kojika monogatari de Yukihiro Sawada
- 1991 : Futari (ふたり?) de Nobuhiko Ōbayashi
- 1991 : A Scene at the Sea (Ano natsu, ichiban shizukana umi) de Takeshi Kitano
- 1991 : Fukuzawa Yukichi de Shin'ichirō Sawai
- 1992 : Porco Rosso (Kurenai no buta) de Hayao Miyazaki
- 1992 : Seishun dendekedekedeke de Nobuhiko Obayashi
- 1993 : Haruka, nosutarujii de Nobuhiko Obayashi
- 1993 : Sonatine, mélodie mortelle (Sonatine) de Takeshi Kitano
- 1993 : Mizu no tabibito: Samurai kizzu de Nobuhiko Obayashi
- 1994 : Onna-zakari de Nobuhiko Obayashi
- 1996 : Kids Return (Kizzu ritân) de Takeshi Kitano
- 1997 : The Giant in The Forest
- 1997 : Princesse Mononoké (Mononoke hime) de Hayao Miyazaki
- 1997 : Hana-bi (はなび) de Takeshi Kitano
- 1997 : Parasite Eve (Parasaito ibu) de Masayuki Ochiai
- 1998 : Diary of Early Winter Shower (Shigure no ki) de Shin'ichirō Sawai
- 1999 : L'Été de Kikujiro (Kikujiro no natsu) de Takeshi Kitano
- 2000 : First Love (Hatsu-koi) de Tetsuo Shinohara
- 2000 : Kawa no nagare no yōni de Yasushi Akimoto
- 2001 : Aniki, mon frère (Brother) de Takeshi Kitano
- 2001 : Le Voyage de Chihiro (Sen to Chihiro no kamikakushi) de Hayao Miyazaki
- 2001 : Quartet de lui-même
- 2001 : Le Petit Poucet d'Olivier Dahan
- 2002 : Dolls de Takeshi Kitano
- 2002 : When the Last Sword Is Drawn (Mibu-gishi-den) de Yōjirō Takita
- 2004 : Le Château ambulant (Hauru no ugoku shiro) de Hayao Miyazaki
- 2004 : Le Mécano de la « General » de Buster Keaton (nouvelle bande originale)
- 2005 : Welcome to Dongmakgol de Kwang-Hyun Park
- 2005 : Otoko-tachi no Yamato de Jun'ya Satō
- 2005 : La Technique du Chinois (Qing dian da sheng / A Chinese Tall Story) de Jeffrey Lau
- 2006 : Yi ma de hou xian dai sheng huo d'Ann Hui
- 2007 : Le soleil se lève aussi (Tai yang zhao chang sheng qi) de Jiang Wen
- 2007 : Mari to koinu no monogatari de Ryûichi Inomata
- 2008 : Ponyo sur la falaise (Gake no ue no Ponyo) de Hayao Miyazaki
- 2008 : Departures (Okuribito) de Yôjirô Takita
- 2008 : Watashi wa kai ni naritai de Katsuo Fukuzawa
- 2008 : Sunny et l'éléphant de Frédéric Lepage
- 2009 : Ururu no mori no monogatari de Makoto Naganuma
- 2010 : Océan paradis (Hai yang tian tang) de Xiaolu Xue
- 2010 : Villain (悪人, Akunin?) de Lee Sang-il
- 2010 : Rang zi dan fei de Jiang Wen
- 2011 : Jian Shang Die de Chi Leung « Jacob » Cheung
- 2012 : Kono sora no hana: Nagaoka hanabi monogatari de  Nobuhiko Obayashi
- 2012 : Tenchi meisatsu de Yôjirô Takita
- 2012 : Sweet Heart Chocolate de Tetsuo Shinohara
- 2013 : Tokyo Kazoku de Yōji Yamada
- 2013 : Kiseki no ringo de Yoshihiro Nakamura
- 2013 : Le vent se lève (Kaze tachinu) de Hayao Miyazaki
- 2013 : Le Conte de la princesse Kaguya (Kaguya-hime no monogatari) d'Isao Takahata
- 2014 : La Maison au toit rouge (Chiisai ouchi) de Yōji Yamada
- 2014 : Zakurozaka no adauchi de Setsurô Wakamatsu
- 2016 : Kazoku wa tsuraiyo de Yôji Yamada
- 2017 : Our Time Will Come d'Ann Hui
- 2019 : Les Enfants de la mer d'Ayumu Watanabe[7]
- 2019 : Ni no kuni de Yoshiyuki Momose
- 2023 : Le Garçon et le Héron de Hayao Miyazaki

### Courts métrages
- 2002 : Imaginary Flying Machines de Hayao Miyazaki
- 2002 : Kusoh no kikai-tachi no naka no hakai no hatsumei de Hideaki Anno
- 2002 : Mei et le Chatonbus (Mei to Koneko basu) de Hayao Miyazaki
- 2010 : Pan-dane to Tamago-hime de Hayao Miyazaki

### Télévision

#### Séries télévisées
- 1974 : Hajime ningen Gyatoruz
- 1976 : Robokko Beaton
- 1982 : L'Académie des ninjas (Sasuga no sarutobi) de Masahisa Ishida et Yûzô Yamada
- 1983 : Ginga Shippû Sasuraiger
- 1983 : Mospeada (Kikō Sōseiki Mospeada) de Katsuhisa Yamada
- 1984 : Futari Taka
- 1985 : Alpen Rose (Julie et Stéphane/Hono no Arupen Rôzu)
- 1986 : Le Magicien d'Oz (Ozu no mahôtsukai)
- 1994 : Toki o kakeru shôjo
- 1994 : Piano
- 2004 : Art Museums of the World (série documentaire)
- 2006 : Mirai sôzôdô
- 2009 : Saka no ue no kumo
- 2013 : Alien Monster Sharks: Legends of the Deep - Deep-Sea Sharks (mini-série documentaire)
- 2013 : Onna Nobunaga (mini-série)

#### Téléfilms
- 2000 : Chiisana eki de oriru de Shingo Matsubara

### Jeux vidéo
- 2011 : Ni no Kuni
- 2017 : Ni no kuni II : L'Avènement d'un nouveau royaume

## Distinctions
| Date | Cérémonie                                                                       | Récompense                                                                               | Réf.  |
| ---- | ------------------------------------------------------------------------------- | ---------------------------------------------------------------------------------------- | ----- |
| 1992 | 15e cérémonie des prix de l'Académie japonaise                                  | Meilleure musique pour A Scene at the Sea, Kojika Monogatari, Futari et Fukuzawa Yukichi |       |
| 1992 | Prix du film Mainichi                                                           | Meilleure musique pour A Scene at the Sea                                                |       |
| 1992 | Festival du film de Yokohama                                                    | Meilleure musique pour A Scene at the Sea et Futari                                      |       |
| 1993 | 16e cérémonie des prix de l'Académie japonaise                                  | Meilleure musique pour Porco Rosso et Seisyun Den Deke-Deke-Deke                         |       |
| 1994 | 17e cérémonie des prix de l'Académie japonaise                                  | Meilleure musique pour Sonatine, mélodie mortelle, Haruka et Samuraï Enfants             |       |
| 1998 | Prix d'Honneur du Shinjinshô Geijutsu Sensho                                    |                                                                                          |       |
| 1998 | 3e prix de la Japanese Society for Rights of Authors, Composers and Publishers  | Pour Princesse Mononoké                                                                  |       |
| 1999 | 22e cérémonie des prix de l'Académie japonaise                                  | Meilleure musique pour Hana-bi                                                           |       |
| 2000 | 23e cérémonie des prix de l'Académie japonaise                                  | Meilleure musique pour L'Été de Kikujiro                                                 |       |
| 2002 | 30e cérémonie des Annie Award                                                   | Meilleure musique pour Le Voyage de Chihiro                                              |       |
| 2002 | 16e prix du disque d'or japonais                                                | Meilleure musique pour un film d'animation pour Le Voyage de Chihiro                     |       |
| 2002 | 1er prix de la Japanese Society for Rights of Authors, Composers and Publishers | Pour Le Voyage de Chihiro                                                                |       |
| 2005 | 4e cérémonie des Awards coréen                                                  | Meilleure musique pour Welcome to Dongmakgol                                             |       |
| 2005 | 31e cérémonie de la Los Angeles Film Critics Association                        | Meilleure performance pour la musique du film Le Château ambulant                        |       |
| 2005 | 45e prix du CAC                                                                 | Meilleure musique commerciale pour Suntory                                               |       |
| 2007 | 1er prix de la Japanese Society for Rights of Authors, Composers and Publishers | Pour Le Château ambulant                                                                 |       |
| 2007 | 6e cérémonie de l'International Film Music Critics Association                  | Meilleure musique de télévision pour Sashingi Taewang                                    |       |
| 2008 | 27e cérémonie des Hong Kong Film Awards                                         | Meilleure musique pour La Vie postmoderne de ma tante                                    |       |
| 2009 | Prix du film asiatique                                                          | Meilleur compositeur pour Ponyo sur la falaise                                           |       |
| 2009 | 32e cérémonie des prix de l'Académie japonaise                                  | Meilleure musique pour Ponyo sur la falaise                                              |       |
| 2009 | 24e prix du disque d'or japonais                                                | Meilleure musique pour un film d'animation pour Ponyo sur la falaise                     |       |
| 2009 |                                                                                 | Médaille d'Honneur du Japon                                                              |       |
| 2011 | 34e cérémonie des prix de l'Académie japonaise                                  | Meilleure musique pour Akunin                                                            | [ 8 ] |
| 2011 | 10e cérémonie des International Film Music Critics Association                  | Meilleure bande son de l'année pour Ni no Kuni : Wrath of the White Witch                | [ 9 ] |